# Lichenochora sinapispermae
Lichenochora sinapispermae är en lavart som beskrevs av Etayo & Nav.-Ros. 2001. Lichenochora sinapispermae ingår i släktet Lichenochora, ordningen Phyllachorales, klassen Sordariomycetes, divisionen sporsäcksvampar och riket svampar.   Inga underarter finns listade i Catalogue of Life.